# 乌罗斯镇
乌罗斯镇（西班牙語：Urroz-Villa）是西班牙纳瓦拉的一个市镇。总面积11平方公里，总人口381人（2001年），人口密度35人/平方公里。